# Jancho Patrikow
Jancho Patrikow, bulgarisch Янчо Патриков, (* 15. März 1944 in Swetlina, Oblast Burgas; † 16. Mai 2014 Debelt, Oblast Burgas) war ein bulgarischer Ringer. 1969 errang er den Europameistertitel im freien Stil im Bantamgewicht.

## Werdegang
Jancho Patrikow, der dem Armeesportklub ZSKA Sofia angehörte und von Rusi Rusew trainiert wurde, stieß in der 2. Hälfte der 1960er Jahre in die europäische Spitzenklasse der Freistilringer im Bantamgewicht vor. Dabei hatte er in Bulgarien selbst in Iwan Schawow, Kirkor Leonow, Miho Dukow und Mladen Georgiew gleichwertige Konkurrenten, gegen die er sich nicht immer durchsetzen konnte. Die Startplätze bei internationalen Meisterschaften waren deshalb heiß umkämpft und sie wurden unter diesen Ringern praktisch aufgeteilt.
Jancho Patrikow kam bei der Europameisterschaft 1966 in Karlsruhe zu seinem ersten Einsatz bei einer internationalen Meisterschaft. Er konnte dort gleich voll überzeugen, feierte vier Siege und verlor nur im Endkampf gegen den sowjetischen Ringer Aydın İbrahimov, wodurch der Vize-Europameister wurde.
Auch 1967 war er bei der Europameisterschaft, die in Istanbul stattfand, dabei. Er kam dort wieder auf den 2. Platz. Nach vier Siegen unterlag er dort gegen Hasan Sevinc aus der Türkei und Pawel Maljan aus der Sowjetunion. Im gleichen Jahr kam er auch bei der Weltmeisterschaft in Neu-Delhi zum Einsatz. Dort konnte er zwar die Revanchebegegnung gegen Hasan Sevinc gewinnen, er unterlag aber gegen Richard Sofman aus den Vereinigten Staaten und Tadamichi Tanaka aus Japan und kam auf den 5. Platz.
Sein nächster Start war dann der bei der Europameisterschaft 1969 in Sofia. Dort konnte er seinen Heimvorteil ausnützen und mit fünf Siegen Europameister werden. Auf dem Weg zu diesem Titel bezwang er u. a. László Klinga aus Ungarn, Mehmet Esenceli aus der Türkei u. Pawel Maljan.
Im Jahre 1970 gewann Jancho Patrikow in Edmonton mit dem 3. Platz im Bantamgewicht auch eine WM-Medaille. Er benötigte dazu vier Siege. Gegen den Südkoreaner An Jae-woon und den Japaner Hideaki Yanagida musste er Niederlagen hinnehmen.
Seinen letzten Start bei einer internationalen Meisterschaft absolvierte Jancho Patrikow bei der Weltmeisterschaft 1971 in Sofia. Er gewann dort über Nuoreddin Mejri aus Tunesien und Mikulas Timko aus der CSSR und rang gegen die starten Ringer Zbigniew Żedzicki aus Polen und Niculae Dumitru aus Rumänien unentschieden. Eine Niederlage in der fünften Runden gegen den sowjetischen Sportler Schatkow verhinderte dann aber sein Weiterkommen, wodurch er das Turnier auf dem 7. Platz abschloss.
Zu olympischen Ehren kam Jancho Patrikow nicht. Sowohl 1968 als auch 1972 wurde ihm Iwan Schawow vorgezogen. Nach Beendigung seiner internationalen Ringerlaufbahn war Jancho Patrikow lange Jahre lang ein erfolgreicher Trainer in der bulgarischen Nationalmannschaft der Freistilringer.
Jancho Patrikow starb am 16. Mai 2014 im Alter von 70 Jahren infolge eines Verkehrsunfalls in der Nähe der Ortschaft Debelt.

## Internationale Erfolge
(WM = Weltmeisterschaft, EM = Europameisterschaft, F = freier Stil, Ba = Bantamgewicht, damals bis 57 kg Körpergewicht)
- 1966, 2. Platz, EM in Karlsruhe, F, Ba, mit Siegen über Niculae Cristea, Rumänien, Luigi Chinazzo, Italien, Hasan Sevinc, Türkei u. Pekka Alanen, Finnland u. einer Niederlage gegen Aydın İbrahimov, UdSSR;

- 1967, 2. Platz, EM in Istanbul, F, Ba, mit Siegen über Pekka Alanan, Willy Roduner, Schweiz, Zbigniew Żedzicki, Polen u. Niculae Cristea u. Niederlagen gegen Hasan Sevinc u. Pawel Maljan, UdSSR;

- 1967, 5. Platz, WM in Neu-Delhi, F, Ba, mit Siegen über Kim Moon-ki, Südkorea u. Hasan Sevinc u. Niederlagen gegen Richard Sofman, USA u. Tadamichi Tanaka, Japan;

- 1969, 1. Platz, EM in Sofia, F, Ba, mit Siegen über Niculae Dumitru, Bulgarien, Zivko Jankovski, Jugoslawien, László Klinga, Ungarn, Pawel Maljan u. Mehmet Esenceli, Türkei;

- 1970, 3. Platz, WM in Edmonton, F, Ba, mit Siegen über Keith Breeze, Neuseeland, Edwin O’Neill, Südafrika, Othon Moschidis, Griechenland u. Zbigniew Żedzicki u. Niederlagen gegen An Jae-woon, Südafrika u. Hideaki Yanagida, Japan;

- 1971, 7. Platz, WM in Sofia, F, Ba, mit Siegen über Noureddin Mejri, Tunesien u. Mikulas Timko, Tschechoslowakei, Unentschieden gegen Zbigniew Żedzicki u. Niculae Dumitru u. einer Niederlage gegen W. Schatkow, UdSSR